# Мільс
Мільс (нім. Mils) —  громада округу Інсбрук-Ланд у землі Тіроль, Австрія.
Мільс лежить на висоті  605 м над рівнем моря і займає площу 6,93 км². Громада налічує 4117 мешканців. 
Густота населення 594/км².  
|                                |
| Мільс на мапі округу та землі. |

 Адреса управління громади: Unterdorf 4, 6068 Mils bei Hall. 

## Демографія
Історична динаміка населення міста за даними сайту Statistik Austria

## Виноски
1. ↑  Dauersiedlungsraum der Gemeinden Politischen Bezirke und Bundesländer - Gebietsstand 1.1.2018 — Статистичне управління Австрії.
2. ↑  https://www.statistik.at/blickgem/blick1/g70329.pdf
3. ↑  www.mils-tirol.at. Архів оригіналу за 21 травня 2022. Процитовано 29 червня 2022.
4. ↑  Gemeindedaten von Mils bei Hall. Архів оригіналу за 29 вересня 2007. Процитовано 17 липня 2013.

| Австрія | Це незавершена стаття з географії Австрії. Ви можете допомогти проєкту, виправивши або дописавши її. |